# Черво
Черво (італ. Cervo, ліг. O Çervo) — муніципалітет в Італії, у регіоні Лігурія,  провінція Імперія.
Черво розташоване на відстані близько 430 км на північний захід від Рима, 90 км на південний захід від Генуї, 8 км на північний схід від Імперії.
Населення — 1188 осіб (2014).

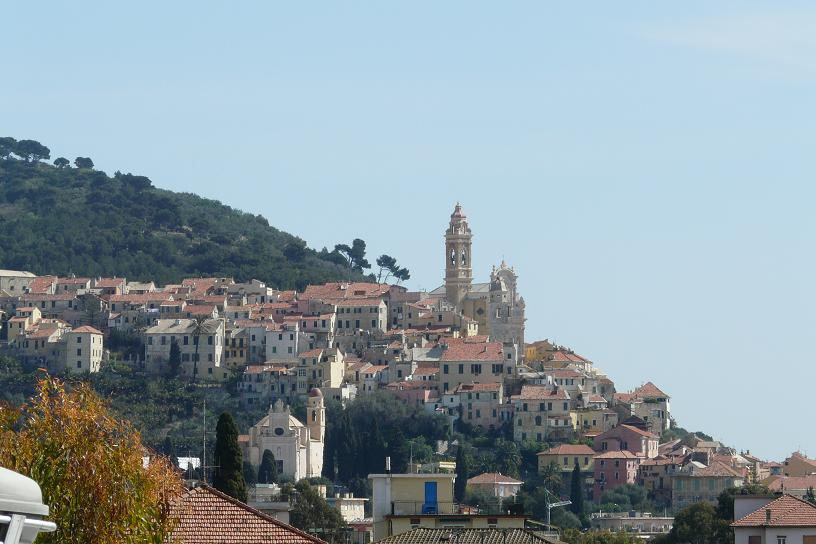

Щорічний фестиваль відбувається 24 червня. Покровитель — святий Іван Хреститель.

## Демографія
Населення за роками:

Станом на 1 січня 2023 року в муніципалітеті офіційно проживали 104 іноземці з 25 країн, серед них 29 громадян країн Євросоюзу та 5 громадян України.

## Сусідні муніципалітети
- Андора
- Сан-Бартоломео-аль-Маре

## Міста-побратими
- Серво, Іспанія (2008)